# Barcelona Trail Races

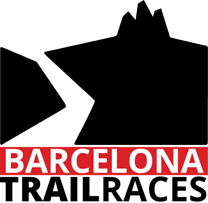
Logo Barcelona Trail Races

La Barcelona Trail Races o BTR (denominada también Ultratrail Collserola o UTC en sus primeras ediciones) es un evento deportivo que incluye varias carreras de montaña o de trail running. Tiene lugar una vez al año en el parque natural de Collserola en la ciudad de Barcelona, Cataluña, España. La primera edición fue en 2013 con 3 carreras y 1500 inscritos.
En 2017 se incluye por primera vez una categoría de relevos en equipos de dos corredores con un solo punto de relevo. En 2018 la modalidad de relevos cambia y pasa a ser en equipos de entre dos y cinco corredores en modalidad de autogestión de tramos y corredores con relevos en los puntos de avituallamiento.
En 2020 la carrera debe anularse debido a las restricciones del COVID-19.

## Resumen ediciones
| Fecha       | Lugar salida/llegada                   |                                                    | Carrera 1       | Carrera 2       | Carrera 3       | Carrera 4       | Relevos                                                                               |
| ----------- | -------------------------------------- | -------------------------------------------------- | --------------- | --------------- | --------------- | --------------- | ------------------------------------------------------------------------------------- |
| 23 nov 2013 | CEM Can Caralleu, Sarriá, Barcelona    | Compressport Ultratrail Collserola                 | 74 km           | 43 km           | 21 km           | -               | -                                                                                     |
| 22 nov 2014 | CEM Les Moreres, Esplugas de Llobregat | Helly Hansen Ultratrail Collserola by Compressport | 80 km           | 45 km           | 23 km           | -               | -                                                                                     |
| 21 nov 2015 | CEM Mundet, Horta, Barcelona           | Helly Hansen Ultratrail Collserola by Compressport | 85 km           | 38 km           | 23 km           | 10 km           | -                                                                                     |
| 26 nov 2016 | Velódromo de Horta, Barcelona          | Helly Hansen Barcelona Trail Races by Polar        | 76 km           | 46 km           | -               | -               | -                                                                                     |
| 25 nov 2017 | Velódromo de Horta, Barcelona          | Barcelona Trail Races                              | 76 km           | -               | -               | -               | Equipos de 2 corredores 47 km + 29 km. Total 76 km.                                   |
| 24 nov 2018 | Velódromo de Horta, Barcelona          | Barcelona Trail Races                              | 76 km           | -               | -               | -               | Equipos de 2 a 5 corredores. Distancias variables según avituallamientos. Total 76 km |
| 23 nov 2019 | Velódromo de Horta, Barcelona          | Barcelona Trail Races                              | 76 km           | -               | -               | -               | Equipos de 2 a 5 corredores. Distancias variables según avituallamientos. Total 76 km |
| 21 nov 2020 | Edición anulada                        | Edición anulada                                    | Edición anulada | Edición anulada | Edición anulada | Edición anulada | Edición anulada                                                                       |
| 20 nov 2021 |                                        |                                                    |                 |                 |                 |                 |                                                                                       |

## Recorrido

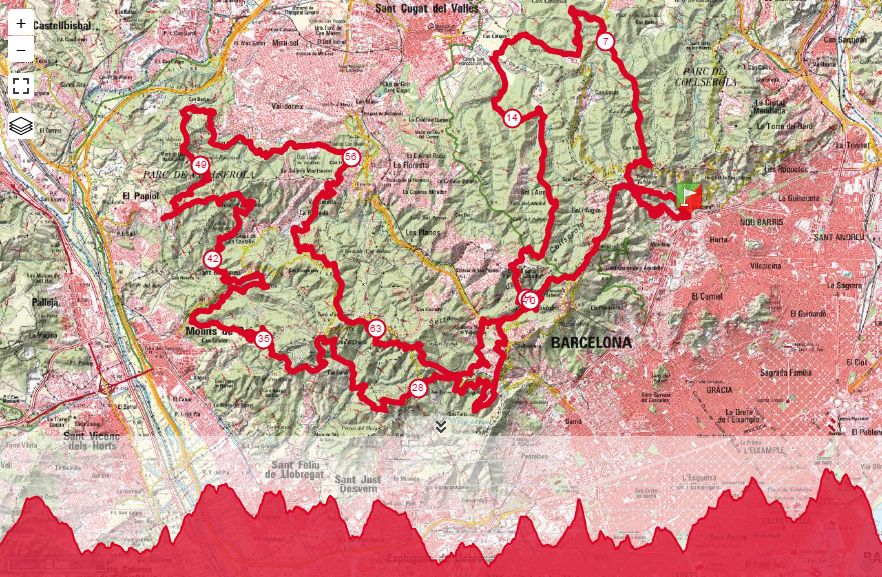
Recorrido y perfil Barcelona Trail Races 2016 76km y +2600m desnivel acumulado.

El recorrido de las carreras de la Barcelona Trail Races no se caracterizan por tener grandes desniveles, pendientes muy pronunciadas ni gran exigencia técnica. Es “una carrera de montaña que tiene más de larga distancia que de desniveles imposibles y que te revela la mayoría de secretos que esconde la serralada” de Collserola. La dureza de la carrera es fruto del terreno, con constantes subidas y bajadas no muy duras que hacen que la carrera sea muy rápida : “aquí se viene a correr y a no tener ni un segundo de respiro con su trazado rompepiernas”. El ritmo de los ganadores en la carrera larga está entre los 5 y 6 min/km.

## Palmarés

### Palmarés femenino
| 2013  | 2013                        | 2013    | 2013  | 2013                 | 2013    | 2013  | 2013             | 2013    |
| 74 km | 74 km                       | 74 km   | 43 km | 43 km                | 43 km   | 21 km | 21 km            | 21 km   |
| ----- | --------------------------- | ------- | ----- | -------------------- | ------- | ----- | ---------------- | ------- |
| 1     | Judit Franch Pons           | 8:10:37 | 1     | Emma Roca            | 3:59:57 | 1     | Fernanda Maciel  | 1:59:12 |
| 2     | Djanina Freytag             | 8:53:22 | 2     | Paivi Linna          | 4:43:40 | 2     | Merçè Font Roca  | 2:07:38 |
| 3     | Mª Carmen Sánchez Izquierdo | 9:26:03 | 3     | Bárbara Sagi Barrera | 4:54:21 | 3     | Silvia Tremoleda | 2:11:55 |

| 2014  | 2014                        | 2014    | 2014  | 2014             | 2014    | 2014  | 2014                   | 2014    |
| 80 km | 80 km                       | 80 km   | 45 km | 45 km            | 45 km   | 23 km | 23 km                  | 23 km   |
| ----- | --------------------------- | ------- | ----- | ---------------- | ------- | ----- | ---------------------- | ------- |
| 1     | Laia Díez Fontanet          | 8:27:00 | 1     | Eva Mesado Ortiz | 4:28:43 | 1     | Laura Sanzberro Solana | 2:03:49 |
| 2     | Beatriz Pascuas Medel       | 9:28:39 | 2     | Sarah Eriksson   | 4:37:14 | 2     | Marie Paturel          | 2:05:03 |
| 3     | Mª Carmen Sánchez Izquierdo | 9:45:54 | 3     | Andrea Tolve     | 4:39:05 | 3     | Angela Garcia Femenia  | 2:12:56 |

| 2015  | 2015                   | 2015     | 2015  | 2015                        | 2015    | 2015  | 2015                   | 2015    | 2015  | 2015                | 2015    |
| 85 km | 85 km                  | 85 km    | 38 km | 38 km                       | 38 km   | 23 km | 23 km                  | 23 km   | 10 km | 10 km               | 10 km   |
| ----- | ---------------------- | -------- | ----- | --------------------------- | ------- | ----- | ---------------------- | ------- | ----- | ------------------- | ------- |
| 1     | Carme Tort Creus       | 9:44:24  | 1     | Eva Mesado                  | 3:50:09 | 1     | Laura Sanzberro Solana | 2:04:22 | 1     | Marta Palau Garriga | 1:01:45 |
| 2     | Anna Macià Erra        | 9:55:09  | 2     | Raquel Velasco Peidró       | 4:00:53 | 2     | Marta Martin Morata    | 2:14:24 | 2     | Carol Mace          | 1:02:04 |
| 3     | Carolina Guillen Muñoz | 10:24:07 | 3     | Mª Carmen Sánchez Izquierdo | 4:18:02 | 3     | Noa Arias Manga        | 2:16:41 | 3     | Núria Miró Codina   | 1:04:20 |

| 2016  | 2016               | 2016    | 2016  | 2016               | 2016    |
| 76 km | 76 km              | 76 km   | 46 km | 46 km              | 46 km   |
| ----- | ------------------ | ------- | ----- | ------------------ | ------- |
| 1     | Laia Díez Fontanet | 7:55:32 | 1     | Eva Mesado Ortiz   | 4:39:40 |
| 2     | Marta Prat Llorens | 8:40:35 | 2     | Natalie White      | 4:50:53 |
| 3     | Julia Fatton       | 8:52:50 | 3     | Ester Casas Gimeno | 4:56:44 |

| 2017  | 2017  | 2017  | 2017  | 2017  | 2017  |
| 76 km | 76 km | 76 km | 76 km | 76 km | 76 km |
| ----- | ----- | ----- | ----- | ----- | ----- |
| 1     |       |       |       |       |       |
| 2     |       |       |       |       |       |
| 3     |       |       |       |       |       |

### Palmarés masculino

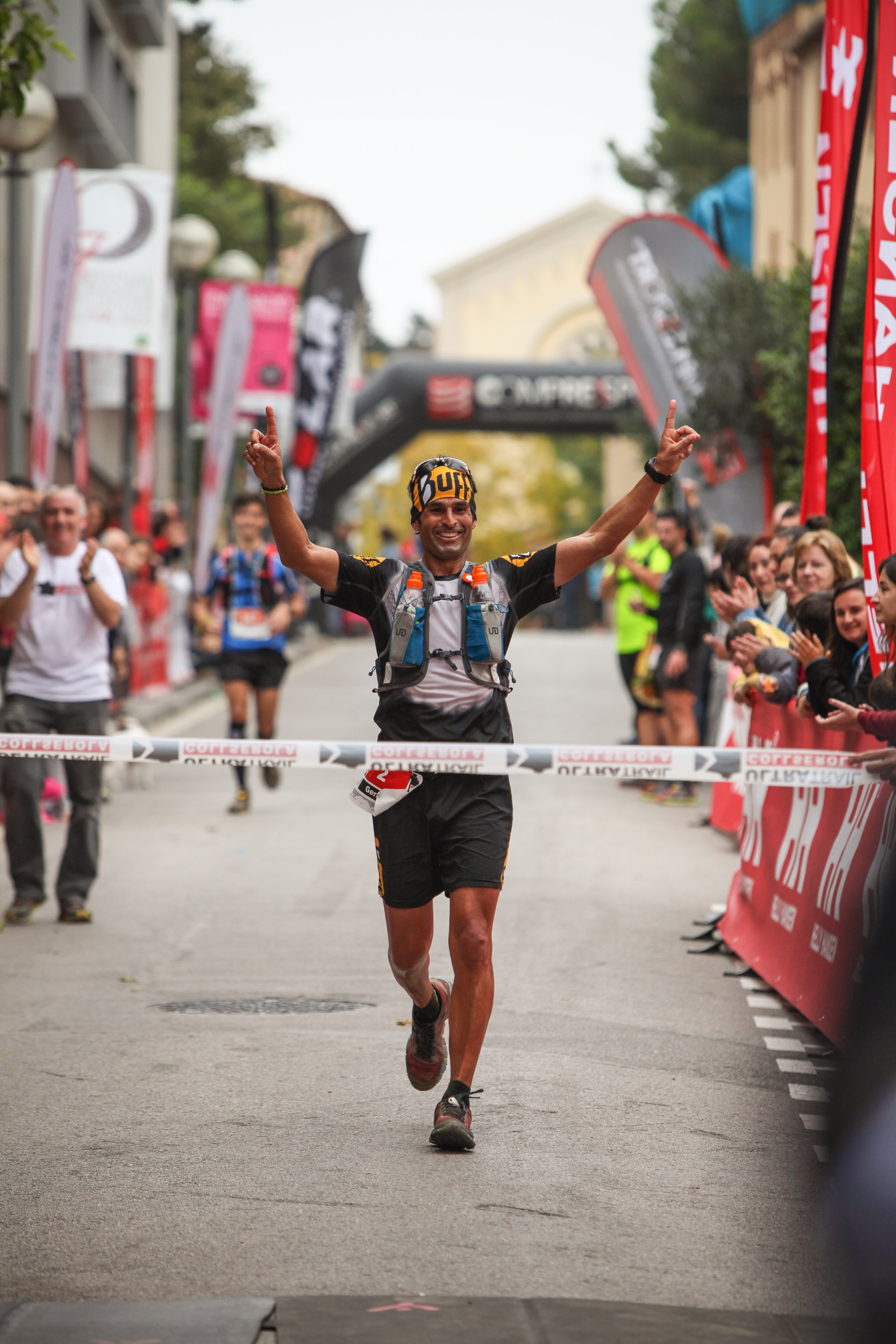
Gerard Morales vencedor de la Ultratrail Collserola 2014.

| 2013  | 2013             | 2013    | 2013  | 2013                  | 2013    | 2013  | 2013                     | 2013    |
| 74 km | 74 km            | 74 km   | 43 km | 43 km                 | 43 km   | 21 km | 21 km                    | 21 km   |
| ----- | ---------------- | ------- | ----- | --------------------- | ------- | ----- | ------------------------ | ------- |
| 1     | Toti Bes Ginesta | 6:29:00 | 1     | Carles Sànchez Casals | 3:44:53 | 1     | Marc Roig Tió            | 1:41:18 |
| 2     | Pau Zamora Perez | 6:43:12 | 2     | Salvador Milan Marco  | 4:15:11 | 2     | Alejandro Martinez Núñez | 1:42:20 |
| 3     | Pau Capell Gil   | 6:45:43 | 3     | Manel Casoni Rero     | 4:22:34 | 3     | Xavier Serra Termens     | 1:43:40 |

| 2014  | 2014                   | 2014    | 2014  | 2014                     | 2014    | 2014  | 2014                    | 2014    |
| 80 km | 80 km                  | 80 km   | 45 km | 45 km                    | 45 km   | 23 km | 23 km                   | 23 km   |
| ----- | ---------------------- | ------- | ----- | ------------------------ | ------- | ----- | ----------------------- | ------- |
| 1     | Gerard Morales Ramirez | 6:57:12 | 1     | Emilio Fernandez Puente  | 3:3:51  | 1     | Oriol Barbany Bofill    | 1:47:35 |
| 2     | Iván Ortiz Carrión     | 7:02:39 | 2     | Alejandro Martinez Nuñez | 3:54:37 | 2     | Boris Valles Alonso     | 1:48:12 |
| 3     | Javi Castillo Lozano   | 7:02:56 | 3     | Ferran Mascaro Zamora    | 3:54:50 | 3     | Carlos Lancharro Arroyo | 1:49:16 |

| 2015  | 2015                  | 2015    | 2015  | 2015                    | 2015    | 2015  | 2015                  | 2015    | 2015  | 2015                         | 2015  |
| 85 km | 85 km                 | 85 km   | 38 km | 38 km                   | 38 km   | 23 km | 23 km                 | 23 km   | 10 km | 10 km                        | 10 km |
| ----- | --------------------- | ------- | ----- | ----------------------- | ------- | ----- | --------------------- | ------- | ----- | ---------------------------- | ----- |
| 1     | Iván Camps Puga       | 8:04:25 | 1     | Roberto Heras           | 3:02:55 | 1     | Andreu Marimon Sastre | 1:45:48 | 1     | Juan Antonio Rodríguez Galan | 46:59 |
| 2     | Carles Sànchez Casals | 8:05:12 | 2     | Pau Zamora Perez        | 3:07:47 | 2     | Daniel Sagrera Vulart | 1:47:03 | 2     | Marco P. Seco Vaz            | 47:16 |
| 3     | Javi Castillo Loano   | 8:14:43 | 3     | Francisco Perez Verdugo | 3:08:14 | 3     | Eudald Murtra         | 1:47:04 | 3     | Gerard Badia Mondon          | 48:46 |

| 2016  | 2016                       | 2016    | 2016  | 2016                  | 2016    |
| 76 km | 76 km                      | 76 km   | 46 km | 46 km                 | 46 km   |
| ----- | -------------------------- | ------- | ----- | --------------------- | ------- |
| 1     | Anders Aagaard Hansen      | 6:59:22 | 1     | Andrejs Jesko         | 3:41:39 |
| 2     | Miguel Ángel González Cano | 7:09:49 | 2     | David López Hernández | 3:53:56 |
| 3     | Sergi Masip Cosin          | 7:11:56 | 3     | Mikita Hryhoryeu      | 3:54:54 |

| 2017  | 2017  | 2017  | 2017  | 2017  | 2017  |
| 76 km | 76 km | 76 km | 76 km | 76 km | 76 km |
| ----- | ----- | ----- | ----- | ----- | ----- |
| 1     |       |       |       |       |       |
| 2     |       |       |       |       |       |
| 3     |       |       |       |       |       |

## Fotos

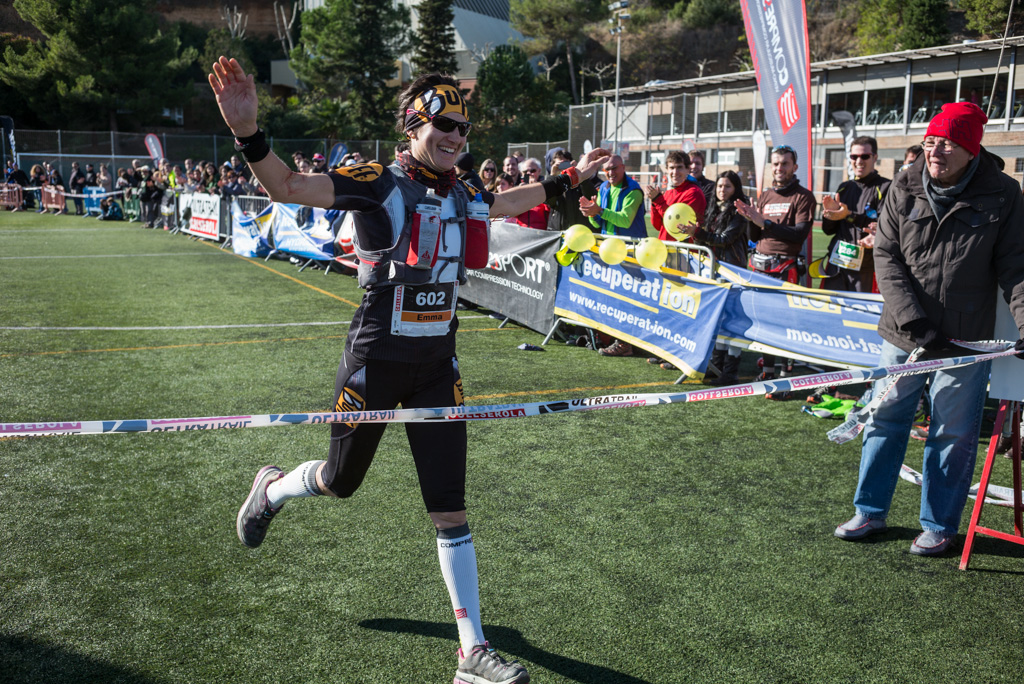
Emma Roca en la llegada de la Ultratrail Collserola 2013
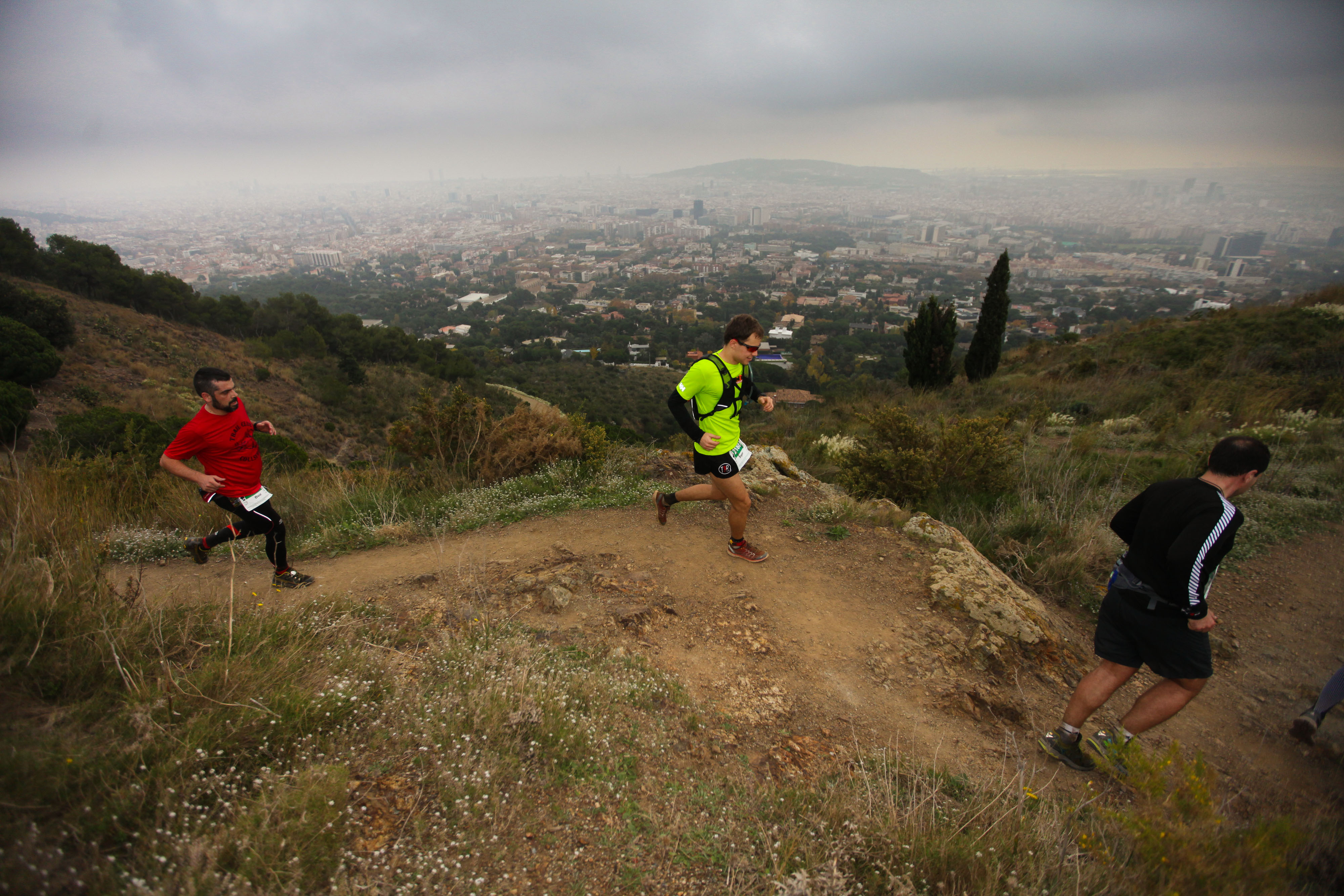
Ultratrail Collserola 2014
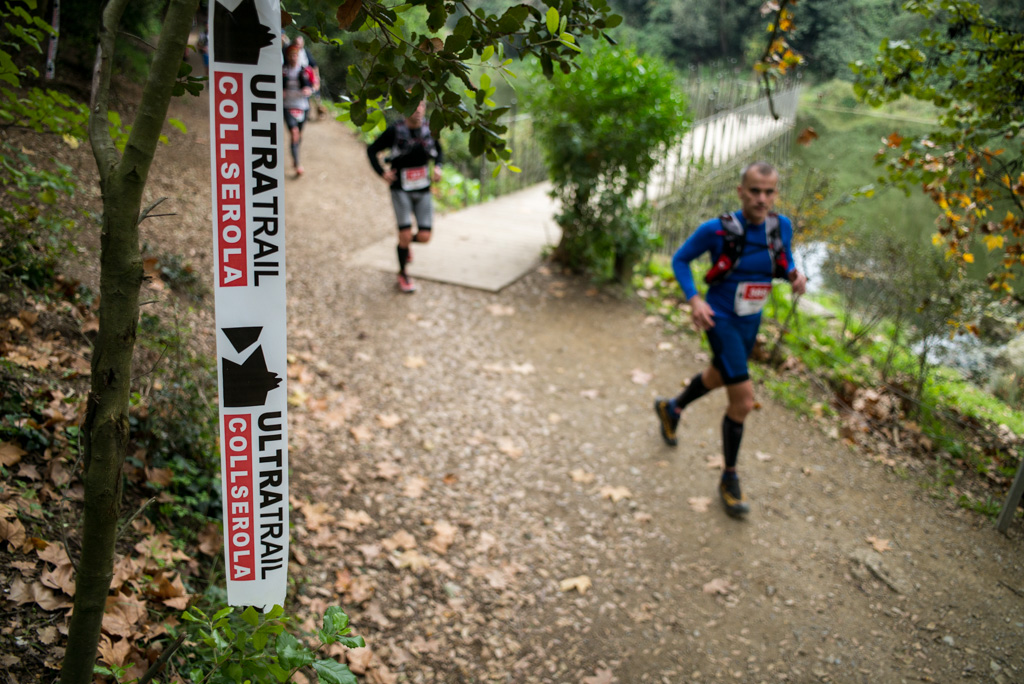
Ultratrail Collserola 2014. Pantano de Vallvidrera.
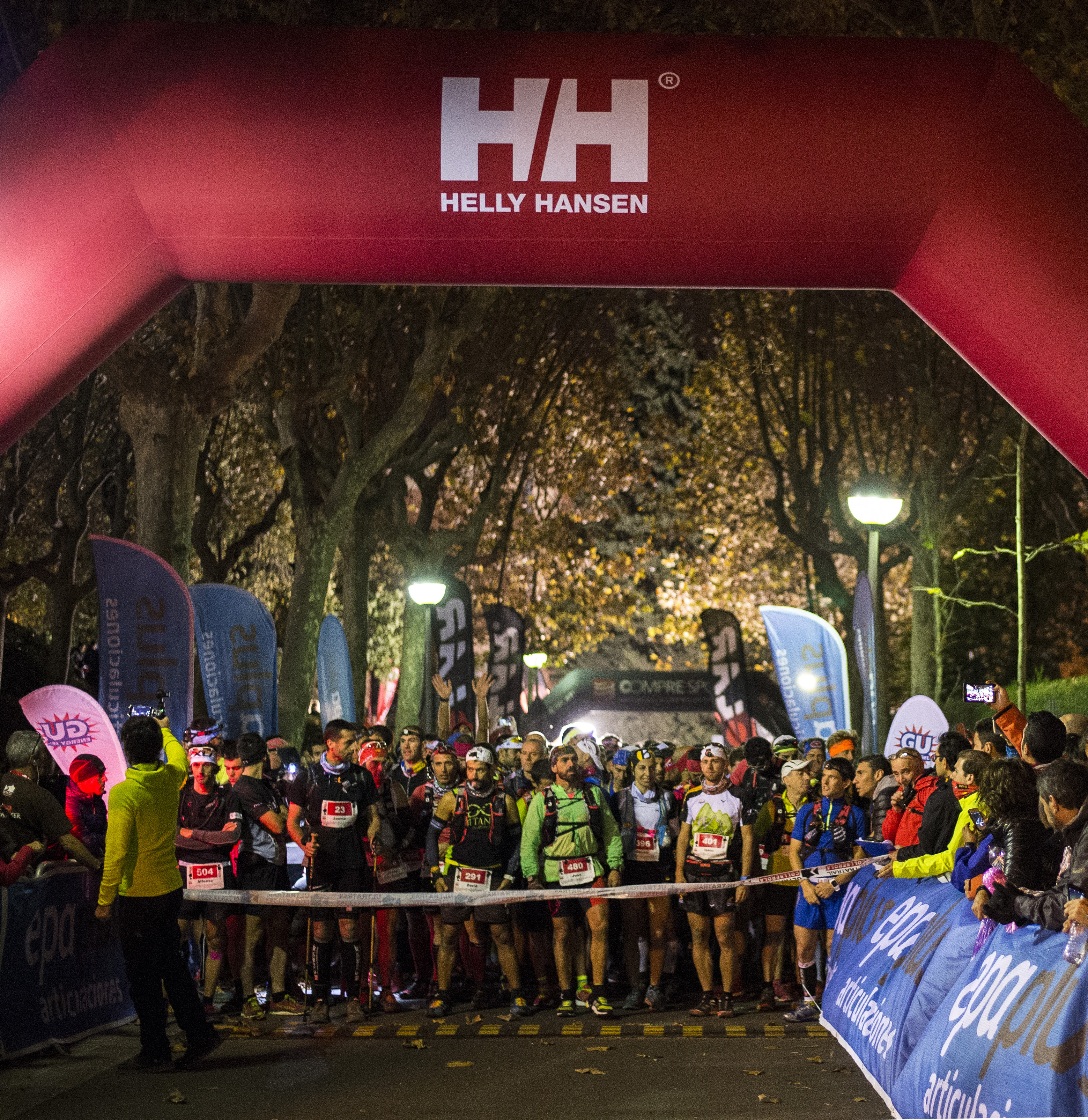
Salida Ultratrail Collserola 2015.
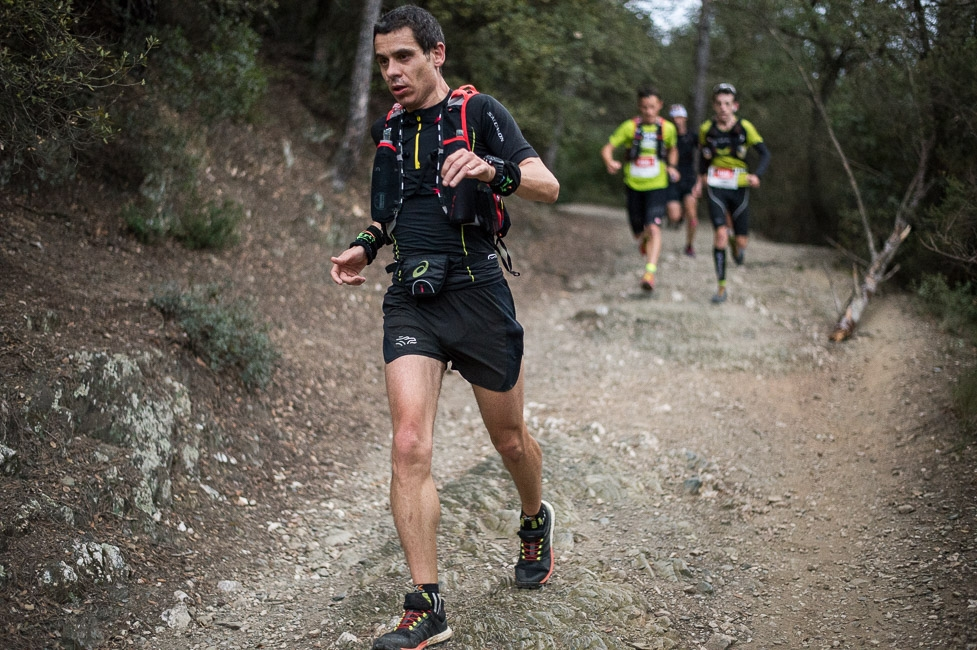
Carles Sanchez. Segundo en la Ultratrail Collserola 2015.
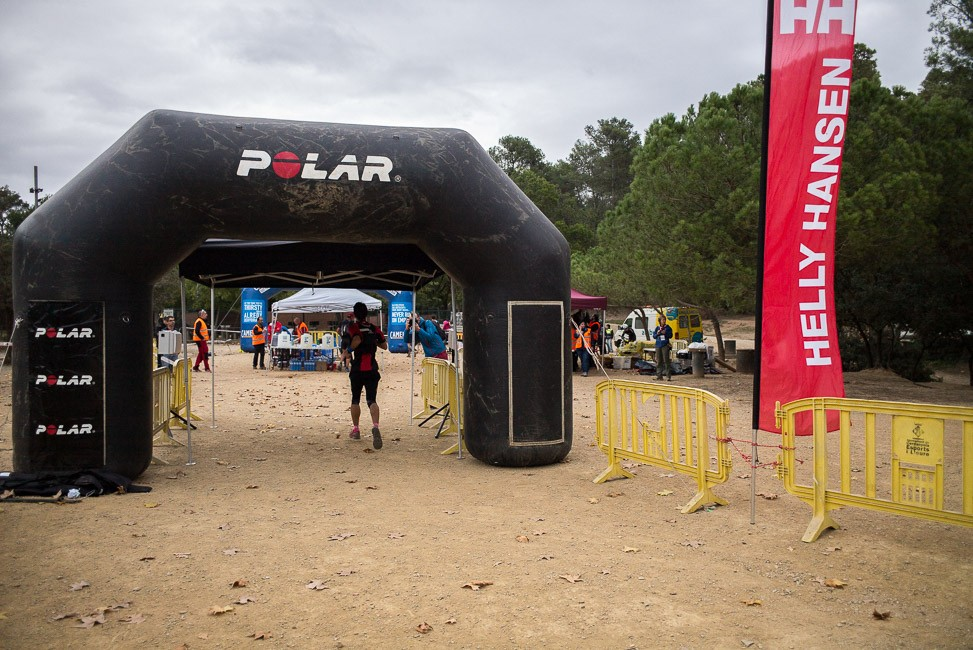
Avituallamiento en Can Coll, Cerdanyola. Ultratrail Collserola 2015.
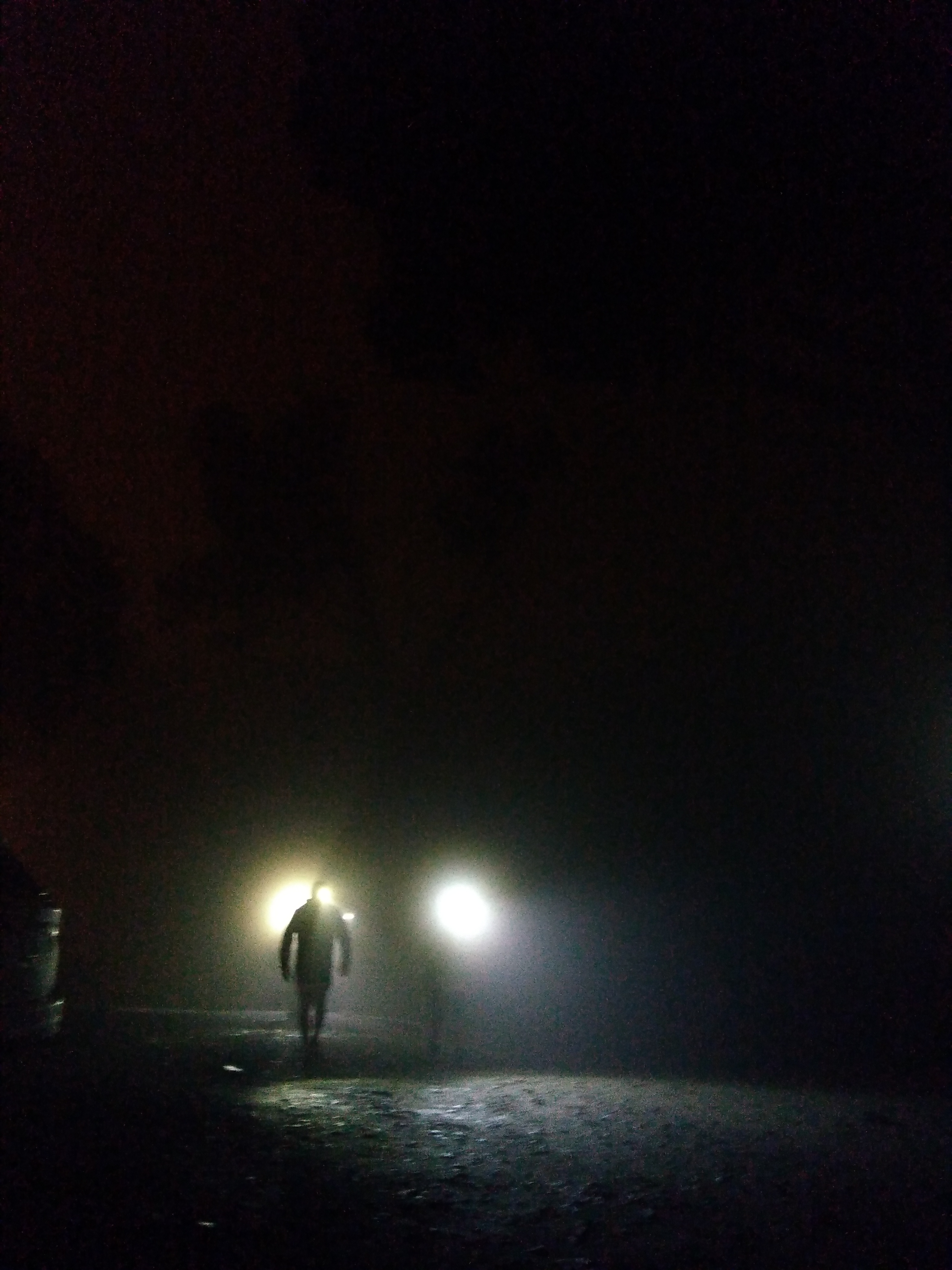
Últimos corredores pasando por Vista Rica, Collserola, 9pm. Barcelona Trail Races 2016.